# Smeđi lori
Smeđi lori (lat. Chalcopsitta duivenbodei) je vrsta papige iz roda Chalcopsitta, potporodice lorija. Živi u zapadnom dijelu Nove Gvineje, Indoneziji i Papui Novoj Gvineji. Prirodna staništa su mu suptropske ili tropske vlažne nizinske šume (nadmorska visina staništa niža od 150 metara).

## Opis
Ova ptica je najčešće veličine 31 centimetar, a teška je 200-230 grama. Perje na tijelu mu je tamnosmeđe boje, iako postoje i žuta područja. Kljun je crne boje. Mužjaci su obično malo veći od ženki, te imaju veći kljun. Ipak, većih razlika među spolovima nema. Šarenica oka je tamne, crvenkastosmeđe boje. Noge su sivkastocrne. Glasa se grubim siktanjem. Obično se nalazi u skupinama zajedno sa 6-8 jedinki. 

## Taksonomija
Smeđi lori ima dvije podvrste.
- Chalcopsitta duivenbodei duivenbodei Dubois, 1884.
- Chalcopsitta duivenbodei syringanuchalis Neumann, 1915.